# Губинский мемориальный комплекс геноцида
Губинский мемориальный комплекс геноцида — музей в Губе (Азербайджан) который был построен с 2009 по 2013 г. Мемориальный комплекс посвящен памяти жертв мартовских событий в Бакинской губернии В настоящее время это действующий музей и туристическое место под эгидой Министерства культуры Азербайджанской Республики.

## История
Строительство музея началось в 2009 году по распоряжению Президента Азербайджана от 30 декабря 2009 года о создании Мемориального комплекса памяти жертв геноцида в Губинском районе Азербайджана. Здесь в результате раскопок, проводимых в 2006-2007 году, были обнаружены массово похороненные останки жертв кровавых событий 1918 года.
18 сентября 2013 года с участием президента Азербайджана Ильхам Алиева состоялось открытие Губинского мемориального комплекса.

## Описание
Комплекс состоит из трёх частей — вход, выход и основной зал, с чёрным памятным камнем в центре. Сооружение полностью построено из брутто-бетона.
В музейной части комплекса показаны экспонаты, отражающие историю в 1918 году в Баку, Шемахе, Губе, Джаваде и Геокчае. Музейная экспозиция состоит из 19 частей и представлена в трёх языках — азербайджанский, русский и английский. Среди предметов экспозиции имеют место документы, карта АДР, а также распоряжение Гейдара Алиева об установлении дня памяти. Чёрный камень расположенный в центре музейного зала посвящён тем жертвам, которых по определённым причинам невозможно было похоронить.
В комплекс входит также библиотека.

## Критика
За пределами Азербайджана рядом историков теория «геноцида» считается идеологически мотивированной и пропагандистской (Подробнее см. День геноцида азербайджанцев#Критика концепции)

## Галерея

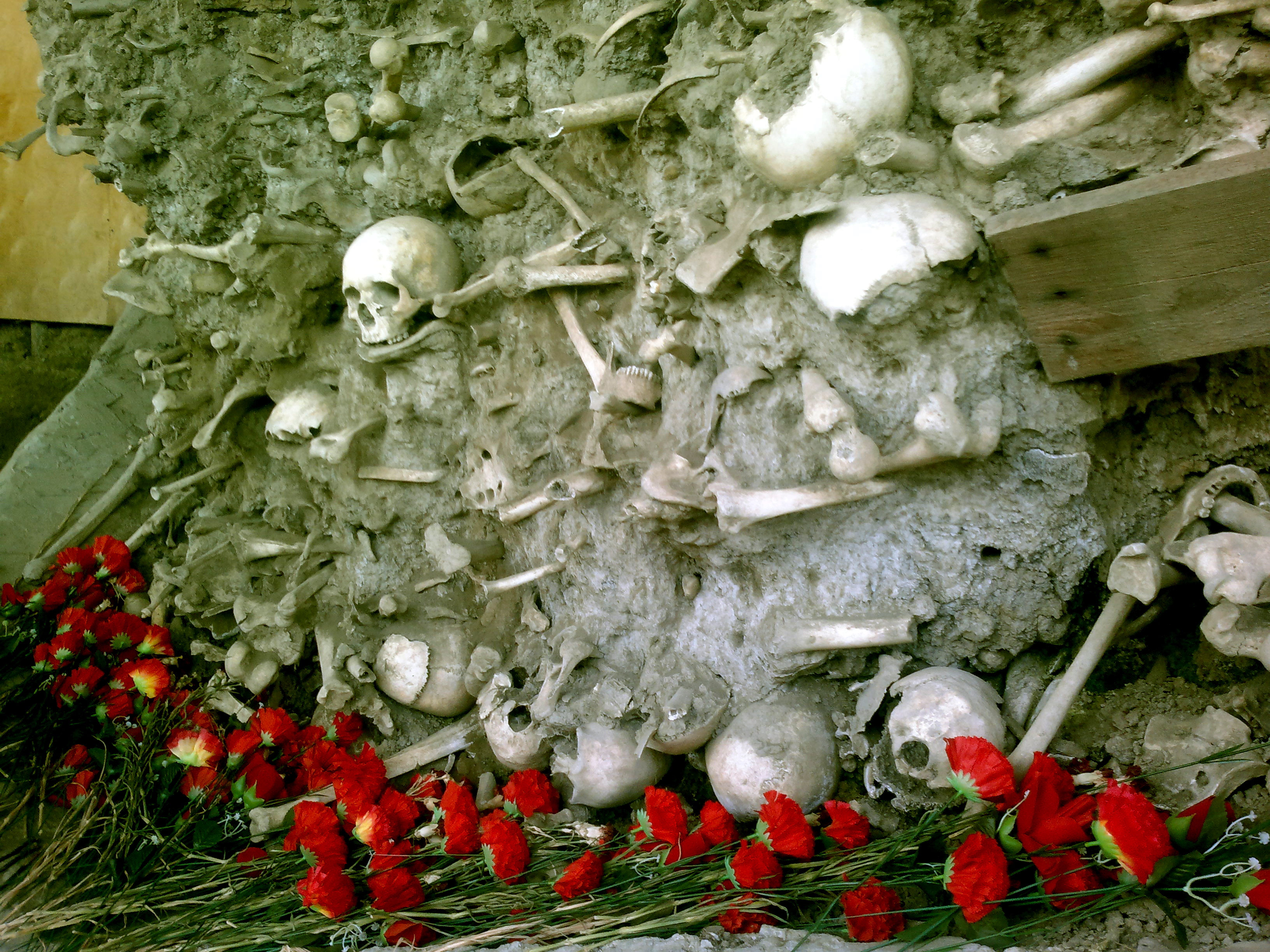
Человеческие останки. Массовое захоронение рядом с комплексом
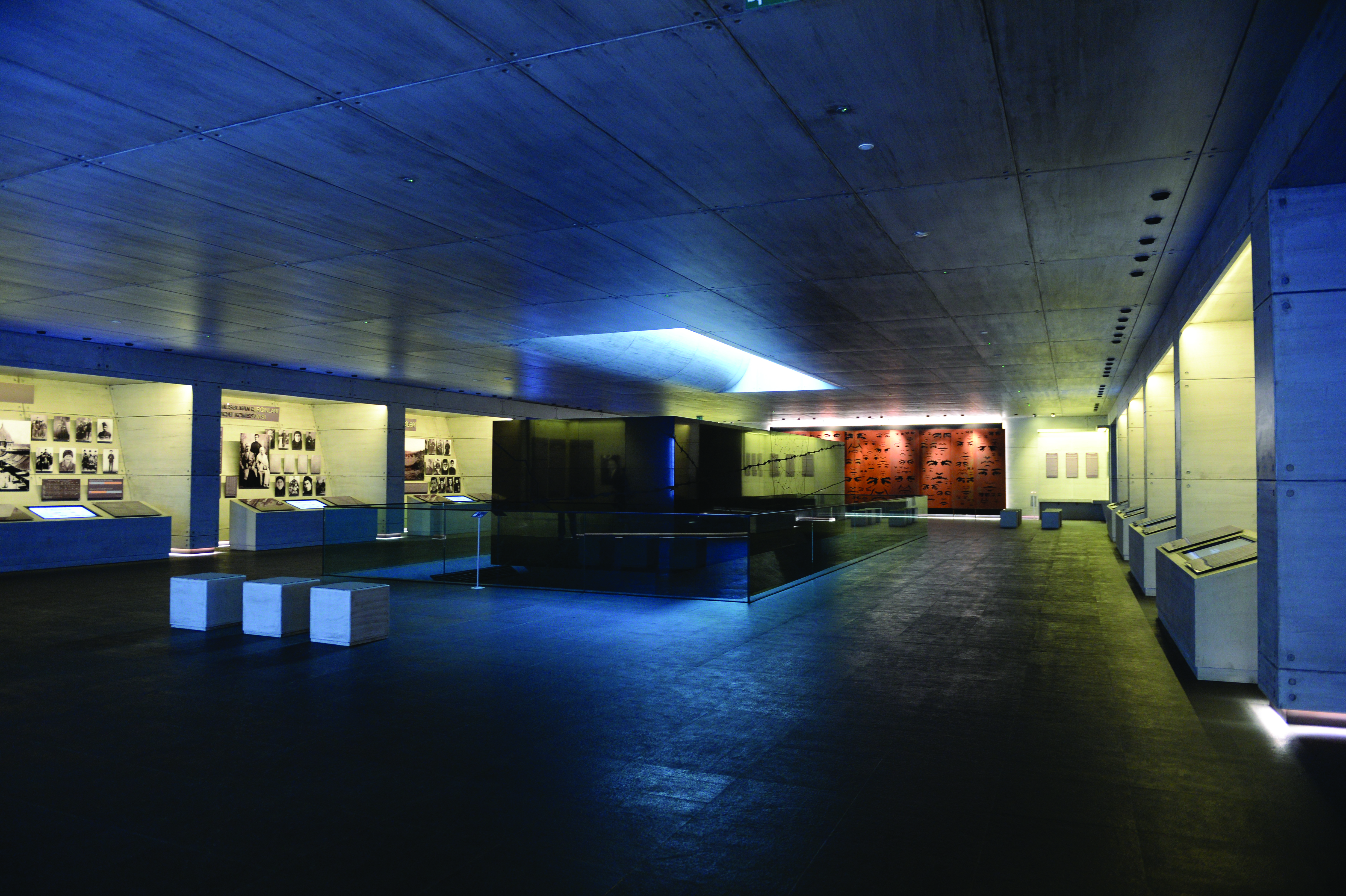
Интерьер комплекса
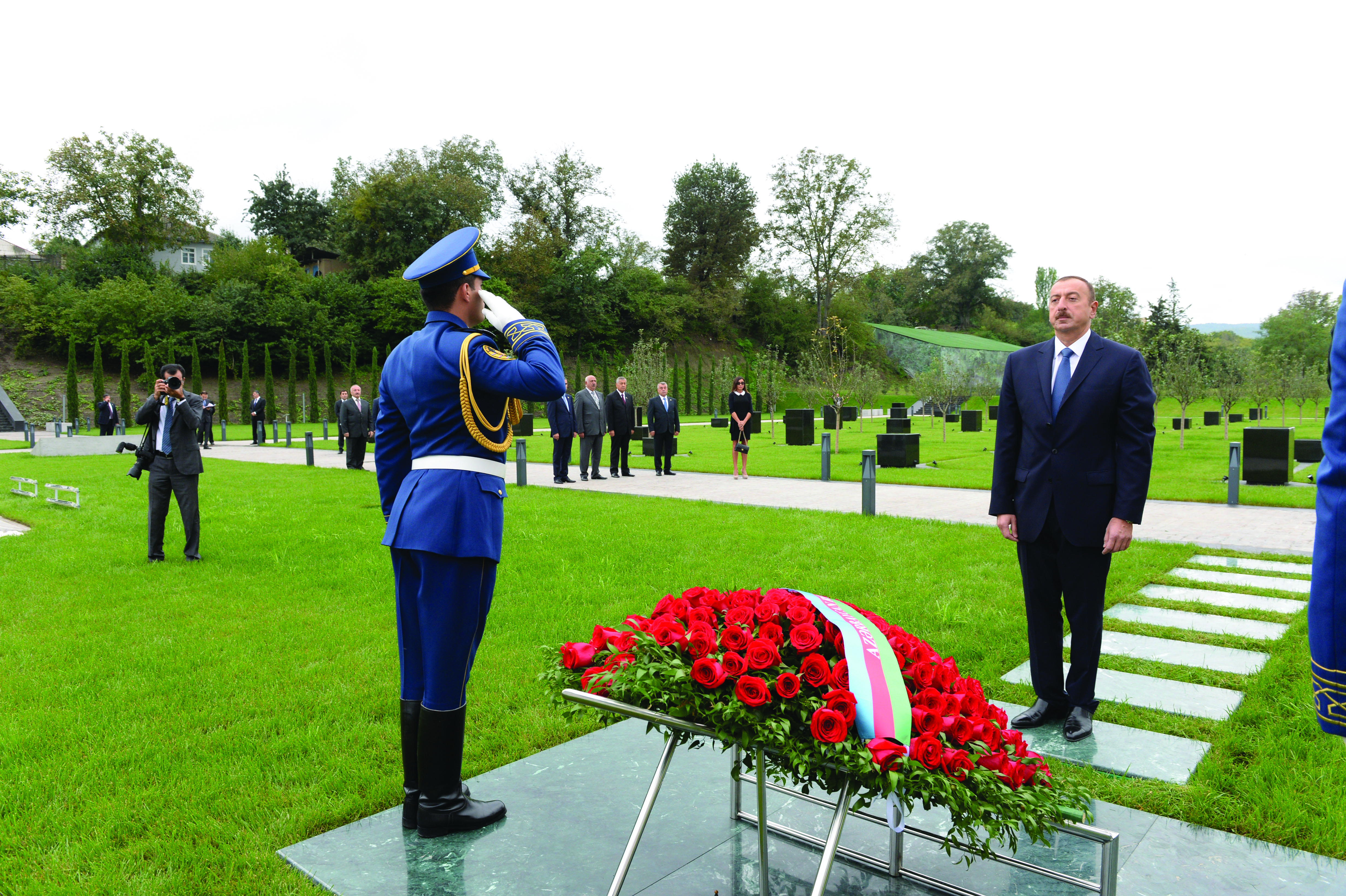
Президент Азербайджана Ильхам Алиев во время церемонии открытия
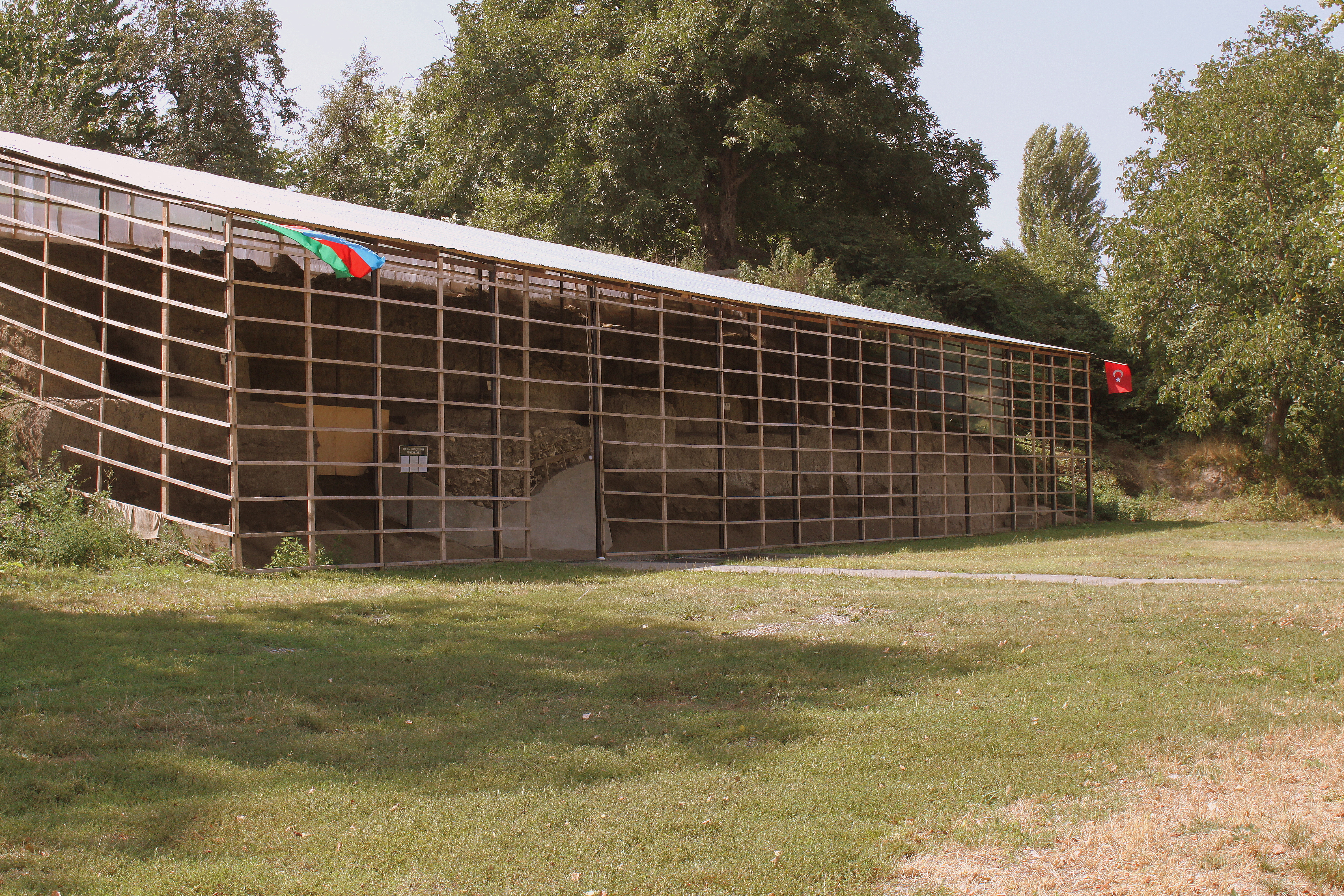
Человеческие останки. Массовое захоронение рядом с комплексом

## См.также
- Массовое захоронение в городе Куба

## Внешние ссылки
- Официальная страница